# 陳敬簡
陳敬簡（1811年12月14日—？年），字景雍，號可亭，四川重慶府合州人，清朝政治人物。

## 生平
道光二十年庚子恩科舉人，道光二十五年乙巳恩科進士，任主事，誥授朝議大夫，兵部主政，軍機處行走。